# Aitomäki
Aitomäki est un village, un quartier et une zone statistique de Valkeala à Kouvola en Finlande .

## Description
Aitomäki est situé dans la partie sud-est de Kouvola.
Les quartiers voisins sont Niinistö, Kiehuva, Utti, Mielakka, Tykkimäki et Myllykoski